# Marlierea insignis
Marlierea insignis är en myrtenväxtart som beskrevs av Mcvaugh. Marlierea insignis ingår i släktet Marlierea och familjen myrtenväxter. Inga underarter finns listade i Catalogue of Life.